# Емил Нину
Емил Дуку Нину (на румънски: Emil Ducu Ninu) е румънски футболист, играч на АЕК Ларнака. Играе еднакво добре като централен защитник и краен бек. Роден е 28 август 1986 г. в Крайова.

## Кариера
Емил Нину започва кариерата си на футболист в юношески клуб в Крайова, а после преминава през школата на Георге Попеску. През 2005 г. подписва първия си професионален договор с отбора на Национал Букурещ. През 2007 г. Стяуа Букурещ го привлича в състава си. През 2009 г. Нину дебютира в евротурнрите в среща от Лига Европа срещу Дожа Уйпещ. Въпреки това Нину не успява да се наложи в отбора на Стяуа и той е отдаван предимно под наем като играе последователно в Глория Бъзау, Глория Бистрица и Фарул Констанца като преотстъпен. През лятото на 2010 г. подписва с Виторул Констанца. За 2 години изиграва 23 мача и през лятото на 2012 г. подписва с елитния Университатя Клуж, където Нину записва 56 мача и 1 гол. През зимата на 2015 г. разтрогва договора си с клуба заради неизплатени заплати и заявява пред румънските медии, че от пролетния полусезон ще играе за българския Левски София. 
На 12 януари 2015 г. Емил Нину официално подписва договор за година и половина с Левски.  Бранителят става вторият румънец играл в Левски след Петре Григораш. Вкарва първия си гол за Левски в първия си мач спечелен от сините с 8:0 срещу Хасково.
През лятото на 2015 г. договорът му е прекратен и продължава кариерата си в кипърския АЕК Ларнака.